# Molen N-M
Molen N-M of Noorder-M is een van de poldermolens van de Zijpe- en Hazepolder en ligt in het Nederlandse dorp Sint Maartensvlotbrug. De molen is gebouwd in 1657.
Tot aan 1953 bemaalde de molen de afdeling 'Noorder-M' van de polder. In dat jaar werd de bemaling overgenomen door een vijzelgemaal. Via verschillende sluisjes kan de molen zowel in- als uitmalen. Nadat de molen in 1953 zijn functie verloor, raakte de molen in verval. In 1967 ontfermde Stichting Zijpermolens zich over de inmiddels zwaar vervallen molen die in 1968 na een grondige restauratie weer draaivaardig was. In 1980 werden het onderwiel en scheprad opnieuw aangebracht waarmee hij weer maalvaardig werd.
Naast de molen staat een elektrisch gemaal, dat jarenlang iets te hoog was waardoor de molen op die richting niet kon draaien. In 2005 is het gemaaltje hiervoor aangepast.
De molen draait geregeld en is te bezoeken.
Zijpe Molen D ·
Molen F ·
Molen L-Q ·
Molen N-G ·
Molen N-M ·
Molen O-N ·
Molen O-T ·
Molen P ·
Molen P-V ·
Molen Zuider-G

Stichting Zijpermolens